# Ђовани Симеоне
Ђовани Пабло Симеоне Балдини (рођен у Буенос Ајрес, 5. јула 1995), познат као и Ел Чолито, аргентински је професионални фудбалер који игра на позицији нападача у италијанском клубу Наполију. Син је бившег фудбалера и садашњег тренера Атлетико Мадрида Дијега Симеонеа.

## Детињство
Син бившег аргентинског интернационалног фудбалера Дијега Симеонеа и Каролине Балдини, Ђовани Симеоне рођен је у Буенос Ајрес, када је његов отац играо за Атлетико Мадрид. Његова породица се 1997. године преселила у Италију, али се 2003. вратила у Шпанију пратећи каријеру његовог оца. Две године касније прешао је у Аргентину и тамо се 2008. године придружио омладинској екипи клуба Ривер Плејта када је и његов отац постављен за тренера првог тима.Ђовани има два млађа брата, Ђанлуку и Ђулијана. Он има шпанско и аргентинско држављанство, али игра за репрезентацију Аргентине.

## Клупска каријера

### Ривер Плејт
Након напредовања у омладинским редовима клуба, Симеоне је у новембру 2011. године потписао трогодишњи професионални уговор са клубом. Јула 2013. био је позван да буде део главног састава за предсезону, а у лиги је дебитовао по први пут 4. августа 2013. У игри је био од првог минута па до краја утакмице, одигравши тако свих 90 минута упркос поразу клуба 0 – 1  од Химнасије Ла Плате. Касније тог месеца, обновио је уговор, потписавши до 2016. године. Симеоне је постигао свој први професионалан гол 8. септембра, постигавши тако други погодак свог тима у победи 3 – 0 против ФК Атлетико Тигра.

### Банфилд
Шестог јула 2015. одлази на једногодишњу позајмицу у клуб Аргентинске прве лиге, Банфилд. Дванаестог јула 2015. године, на свом првом наступу, постиже одлучујући погодак у победи свог тима 1 – 0 против Гилмеса.

### Ђенова
Симеоне 18. августа 2016. године потписује уговор за италијански клуб Ђенову у вредности од 3 милиона евра. Први погодак, постигао је на својој првој утакмици у том клубу 25. септембра 2016. године, која се завршила нерешено против ФК Пескара. Двадесет седмог новембра Симеоне постиже погодак приликом победе Ђенове 3 – 1 над лидером Серије А, Јувентусом.

### Фјорентина
Током спекулација о интересовању Атлетико Мадрида за потпис младог играча, којег би тренирао његов отац Дијего Симеоне, Ђовани потписује уговор са клубом из Серије А, Фјорентином 16. августа 2017. за неоткривени хонорар. Двадесет деветог априла 2018. Ђовани постиже први хет-трик у Серији А, у победи Фјорентине од 3 – 0 над Наполијем.

### Каљари
Ђовани је 30. августа 2019. године отишао на једногодишњу позајмицу из Фјорентине у ФК Каљари, са договором обавезне куповине уговора након истека позајмице.

## Репрезентација
Играјући за Младу репрезентацију Аргентине до 20 година, био је најбољи стрелац на Јужноамеричком фудбалском првенству за младе 2015.године, омогућивши тако Аргентини да освоји своју пету титулу на том такмичењу. Осмог септембра 2018. године је постигао гол на свом првом сениорском настпупу за репрезентацију, у пријатељској утакмици где је Аргентина победила Гватемалу резултатом 3 – 0 у Лос Анђелесу. Био је и део тима који је освојио пријатељски Адидас куп против Мексика у новембру 2018.

## Стил игре
Симеоне је елегантан, а ипак моћан и опортунистички нападач са оком за гол, који је способан да игра било где дуж предње линије; иако је одређен као други нападач, он је био и у централној улози као главни нападач, а такође је и компетентан и ефикасан играч са обе ноге, упркос томе што природно више шутира десном ногом. Упоран и енергичан играч, познат је и по брзом и одбрамбеном приступу лопти,и често одлази у средину терена како би помогао свом тиму да поврати посед лопте. Познат је такође и по својој брзини и паметним нападачким покретима, којима ствара простор и обезбеђује дубину у противничком делу за своју екипу. Сматран за младог играча који обећава, он поседује и добре техничке вештине, таленат и финоћу за лопту, и способан је да се повеже са саиграчима и поведе их напред у игри.

## Статистика
Клубови:
| Клуб        | Сезона     | Лига                | Утакмице | Голови |
| ----------- | ---------- | ------------------- | -------- | ------ |
| Ривер Плејт | 2013—2015. | Прва лига Аргентине | 33       | 4      |
| Банфилд     | 2015—2016. | Прва лига Аргентине | 36       | 12     |
| Ђенова      | 2016—2018. | Серија А            | 37       | 14     |
| Фјорентина  | 2017—2019. | Серија А            | 80       | 22     |
| Каљари      | 2019—2022. | Серија А            | 72       | 18     |
| Верона      | 2021—2023. | Серија А            | 35       | 17     |
| Наполи      | 2022—      | Серија А            | 49       | 11     |

Репрезентација:
| Национални тим | Година     | Утакмице | Голови |
| -------------- | ---------- | -------- | ------ |
| Аргентина      | 2018—2023. | 6        | 1      |

## Награде

### Клубови:

#### Ривер Плејт
- Првенство Аргентине (1) :  2014.
- Куп Јужне Америке (1) :  2014.
- Куп Кампеонато (1) :  2014.

#### Наполи
- Серија А (1) : 2022/23.

### Репрезентација:

#### Аргентина
- Јужноамеричко фудбалско првенство за младе (1) :  2015.

### Индивидуалне
- Најбољи стрелац Јужноамеричког фудбалског првенства за младе (1) :  2015.